# برونو بینی
برونو بینی (انگلیسی: Bruno Bini؛ زادهٔ ۱ اکتبر ۱۹۵۴) بازیکن فوتبال سابق اهل فرانسه است.
از باشگاه‌هایی که در آن بازی کرده‌است می‌توان به باشگاه فوتبال نانسی اشاره کرد.